# الوهیم سیتی (اکلاهما)
الوهیم سیتی (به انگلیسی: Elohim City) یک منطقهٔ مسکونی در ایالات متحده آمریکا است.